# Šahgali
Šahgali ali Šah Ali (tatarsko Şahğäli ali Şäyex Ğäli) je bil kan Kasimskega in Kazanskega kanata, * 1505, † 1567.
Večino življenja je vladal v Kasimskem kanatu in trikrat poskušal vladati v Kazanskem kanatu. Kot kasimski kan je bil ruski vazal. Kazanski kanat je bil neodvisen, dokler ga niso leta 1552 osvojili Rusi. 
Bil je sin kasimskega kana  Šejka Aulijarja (vladal 1512-1516) in vnuk Bahtiarja Sultana, brata Ahmeda bin Kučuka, vladarja Zlate horde, ki je izgubil oblast v Rusiji. 
Ena od njegovih žena je bila Sujumbike, s katero ni imel otrok. Umrla je leta 1567, kmalu za njo pa še Šahgali. Šahgali je opisan kot predebel mož zoprnega videza, neprimeren za vojaka, vendar človek zdrave presoje.

## Življenje
Na kasimski prestol je prišel po očetovi smrti leta 1516 kot enajstleten otrok. Vladal je do leta 1519. O tem obdobju njegovega vladanja je zelo malo podatkov. Po selitvi v Kazan je njegovo mesto kasimskega kana  prevzel  brat Džan Ali.
Od leta 1519 do 1521 je prvič vladal kot kazanski kan. Ko je Ulug Mohamedova rodbina izumrla, so se s Kazanskem kanatu začeli dogovarjati, da bi oblast v kanatu prevzel nekdo iz Krimskega kanata, vendar je Rusom uspelo na njegovo mesto postaviti svojega vazala Šahgalija. Kot ruski vazal ni bil zaželen vladar, stanje pa je še poslabšalo njegovo nasilje nad nasprotniki. Kazanci so na Krim poslali delegacijo, ki je s seboj pripeljala novega kana Sahiba I. Geraja (vladal 1521-1525), brata krimskega kana Mehmeda I. Geraja. Prestol je zasedel brez nasilja in aretiral Šahgalija. Kmalu zatem ga je osvobodil, mu dal nekaj zalog in ga poslal domov.
Šahgali je bil od leta 1521 do 1547 v ruskem častnem izgnanstvu in obdržal svoje vladarske nazive. Brat Džan Ali je še naprej vladal v Kasimskem kanatu. Leta 1533 je bil obtožen za spletke s Kazanom in izgnan v Belozersk in leta 1535 osvobojen.
V letih 1537 do 1546 je drugič vladal kot kasimski kan. Tudi o tem obdobju njegovega vladanja je zelo malo podatkov. 
Leta 1546 je Rusija porazila Kazanski kanat. Kan Safa Geraj je pobegnil, plemstvo pa je za novega kana brez odpora sprejelo Šahgalija. V Kazan je prišel v spremstvu  3.000 kasimskih vojakov in več ruskih knezov. Njegova vojska je bila v nekaj tednih pobita, Šahgali pa je postal ujetnik v svoji vladarski palači, vendar ga niso poskušali odstaviti. Po nekaj tednih je priredil banket, ko so pijani gostje zaspali, pa se je izmuznil iz palače in pobegnil. Moža, ki mu je pri tem pomagal, so usmrtili.
Leta 1546 do 1551 je tretjič vladal kot kasimski kan in v letih 1547 do 1551 sodeloval v več napadih na Kazanski kanat.
Zelo oslabel je leta 1551 sprejel položaj šaha Kazanskega kanata in vladal do naslednjega leta. Sujumbike, vdova prejšnjega kana, in njen sin sta se bila naklonjena Rusom in osvobodila veliko ruskih ujetnikov. Ker podložniki ne bi sprejeli Šahgalija kot vladarja neodvisnega kanata in hkrati ruskega vazala, je Šahgali pobil okoli tri tisoč svojih nasprotnikov, s čimer se je stanje še poslabšalo. Rusija je v Kazan poslal delegacijo z grožnjo, da bo v prestolnico prišla ruska vojska in vzpostavila red. Druga delegacija je zahtevala Šahgalijev odstop. Kan je še tretjič pobegnil iz mesta in se vrnil v Kasimov. 
Leta 1559 je v livonski vojni poveljeval ruski predhodnici in oblegal Narvo in  Pärnu. Leta 1562 je branil Polock in leta 1564-1565 Veliki Luki na ruski meji. 

## Smrt
Umrl je brez otrok leta 1567. Pokopan je v njegovem mavzoleju v Kasimovu.